# ATM (Milano)
L'ATM (acronimo di Azienda Trasporti Milanesi) è una società per azioni di proprietà del comune di Milano, che gestisce il servizio di trasporto pubblico su un territorio che interessa oltre 3,3 milioni di abitanti e che comprende la città di Milano e 95 comuni della Lombardia.
Gestisce, inoltre, il controllo della sosta su strada, i parcheggi di interscambio, il servizio di bike sharing "BikeMi", il Sistema Integrato del Traffico e del Territorio ("SCTT") e le zone a traffico limitato "Area B" e "Area C" del capoluogo lombardo.
L'azienda gestisce 5 linee della metropolitana milanese, 17 linee della rete tranviaria, 4 linee della rete filoviaria milanese, la funicolare Como-Brunate, il MeLa per l'ospedale San Raffaele e 123 linee autobus (a cui si aggiungono le 15 linee del servizio Radiobus di Quartiere). Tramite le proprie società controllate gestisce inoltre la metropolitana di Copenaghen e il servizio di trasporto pubblico nell'area settentrionale della città metropolitana di Milano e in parte della provincia di Monza e della Brianza, operato tramite Nord Est Trasporti.

## Storia

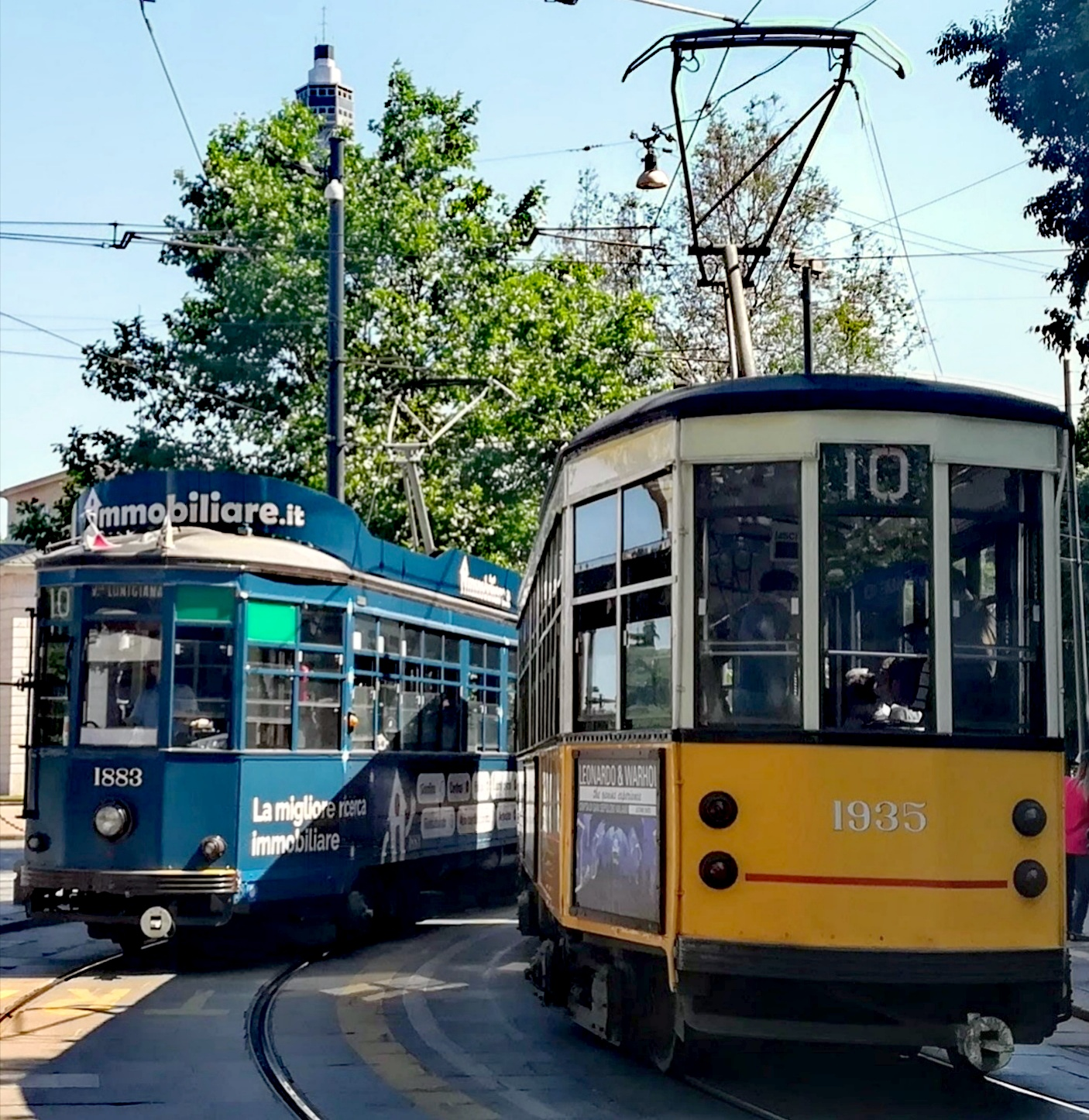
Classici tram milanesi Ventotto (serie 1500)

Nel 1917 il comune di Milano decise di gestire in proprio le linee tranviarie urbane, fino ad allora gestite dalla Edison (e precedentemente dalla Società Anonima degli Omnibus).
La gestione venne pertanto assegnata all'Ufficio Tranviario Municipale, già costituito nel 1896 per il controllo dell'esercizio Edison.
Nel 1928 a Milano entrarono in servizio gli storici tram a carrelli della serie 1500, chiamati comunemente "Ventotto", molti dei quali sono ancora in circolazione ai giorni nostri.
L'Ufficio Tranviario Municipale venne tramutato in azienda autonoma il 22 maggio 1931, con il nome di Azienda Tranviaria Municipale (ATM).
A partire dal 1933 l'ATM avviò il servizio della rete filoviaria e nel 1939 assunse l'esercizio delle autolinee interurbane gravitanti su Milano. Ciò consentì all'azienda di offrire anche servizi di consulenza e progettazione in tale settore: nel 1937, ad esempio il comune di Parma affidò ad ATM la redazione di uno studio per la sostituzione in filovia della rete urbana, completato nel 1939.
Nel secondo dopoguerra, dopo il periodo della ricostruzione, si potenzia il trasporto pubblico su gomma e nel 1964 viene inaugurata la prima linea di metropolitana (la linea rossa), i cui lavori erano iniziati nel 1957, con 21 stazioni, da Lotto a Sesto Marelli. Nel 1969 entra in servizio la seconda linea di metropolitana, la verde, con 8 stazioni tra Caiazzo e Cascina Gobba.

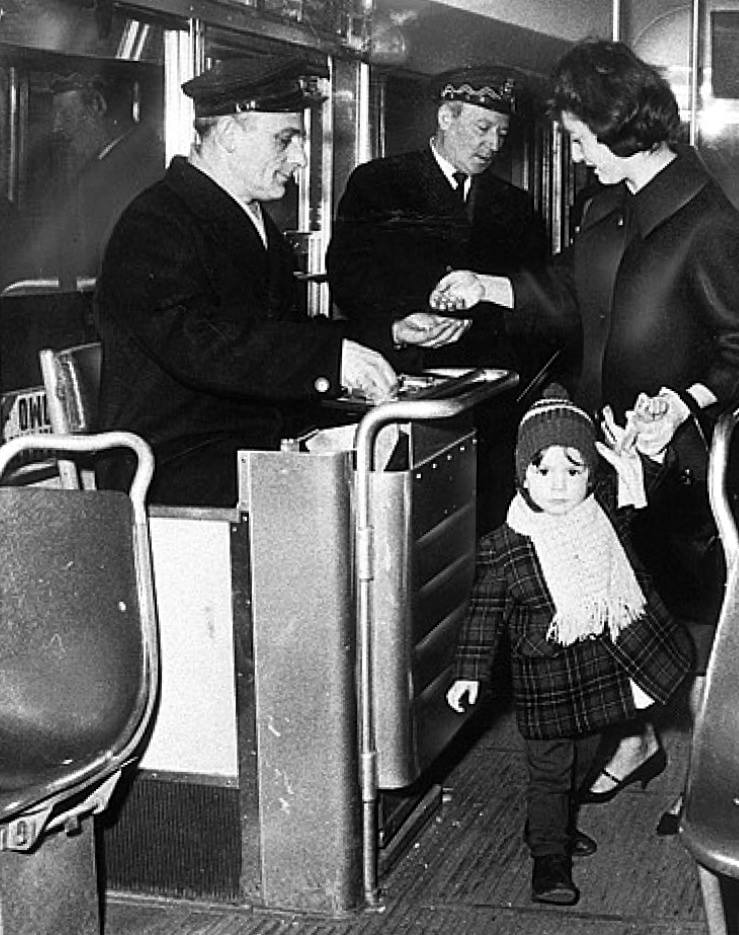
Bigliettaio e controllore in passato a bordo di un tram: la balaustra sporgente indicava l'altezza di un metro, al di sotto della quale i bambini non pagavano il biglietto

Il 1º gennaio 1965 ATM cambia nome in Azienda Trasporti Municipali. In questo periodo rivede tutta la rete pubblica, amplia la rete metropolitana e introduce nuove vetture a grande capacità (i cosiddetti "jumbotram").
Dal 3 marzo 1974 scompare dai mezzi il bigliettaio.
Tra la fine degli anni settanta e i primi anni ottanta, presidente dell'ATM è Giacomo Properzj. In questo periodo si ha l'inaugurazione di nuovi tratti della metropolitana (tra cui il nuovo capolinea/terminal di interscambio di Molino Dorino) e l'inizio degli scavi della terza linea di metropolitana (la linea gialla). È presente una scena ambientata sulla metropolitana nella pubblicità dell'amaro Ramazzotti contenente il celebre slogan Milano da bere, diventato negli anni l'espressione tipicamente usata per indicare in generale gli ambienti sociali della Milano degli anni ottanta.
Nel 1990 la terza linea metropolitana (la linea gialla) viene aperta e le altre due vengono prolungate, mentre ATM si dota di vetture meno inquinanti e potenzia il trasporto ad alimentazione elettrica. Nel 1992 a Rozzano, comune della prima cintura dell'hinterland cittadino, arriva la linea tranviaria 15, primo tram milanese a uscire dai confini comunali. Nel 1999 cambia nuovamente nome in Azienda Trasporti Milanesi e viene denominata "azienda speciale".

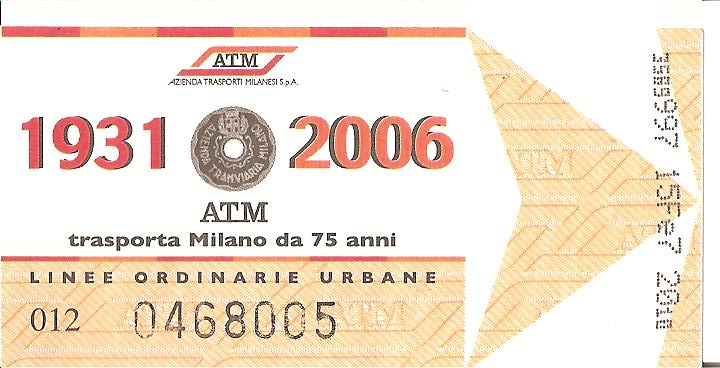
Vecchio biglietto cartaceo

Nel 2001 diventa una società per azioni. In questo periodo (2000) vengono introdotti il primo tram serie 7000 (tipo Eurotram) e il nuovo servizio Radiobus, con minibus che tra le ore 20:00 e le 02:00 di notte operano come taxi collettivi, da prenotare anticipatamente per via telefonica, a prezzo agevolato.
Nel 2002 viene presentato il tram serie 7100 (tipo AnsaldoBreda Sirio) e il 7 dicembre di quell'anno viene inaugurata la prima metrotranvia, la metrotranvia interperiferica Nord (che nella rete tranviaria di Milano diventa la linea 7), con tunnel tramviario sotto il quartiere della Bicocca.
L'8 dicembre 2003 è stata attivata la stazione Maciachini della linea M3 e sono state inaugurate altre due metrotranvie:
- metrotranvia Nord: linea 4 Niguarda - Cairoli M1
- metrotranvia Sud: linea 15 Rozzano - Duomo M1 M3 via Dogana

Contestualmente c'è una riorganizzazione delle linee di superficie nei quartieri nord di Niguarda, Bicocca, Affori e Bruzzano e nel comune di Bresso.
Dal 2004 si sono gradualmente ammodernati i titoli di viaggio, passando dai biglietti cartacei al sistema SBME (Sistema Bigliettazione Magnetica Elettronica), costituito da biglietti cartacei muniti di banda magnetica (con i quali, se vengono timbrati nuovamente dopo la prima convalida, viene verificato se sono ancora in corso di validità, a differenza di quanto accadeva con i vecchi titoli cartacei) e tessere elettroniche SmartCard registrate al titolare. La sostituzione si è completata parzialmente nel 2007 - sebbene su tram, autobus e nelle stazioni metro rimanessero inizialmente disponibili alcune convalidatrici dei vecchi biglietti cartacei accanto a quelle per i biglietti elettronici - per concludersi nel 2013.

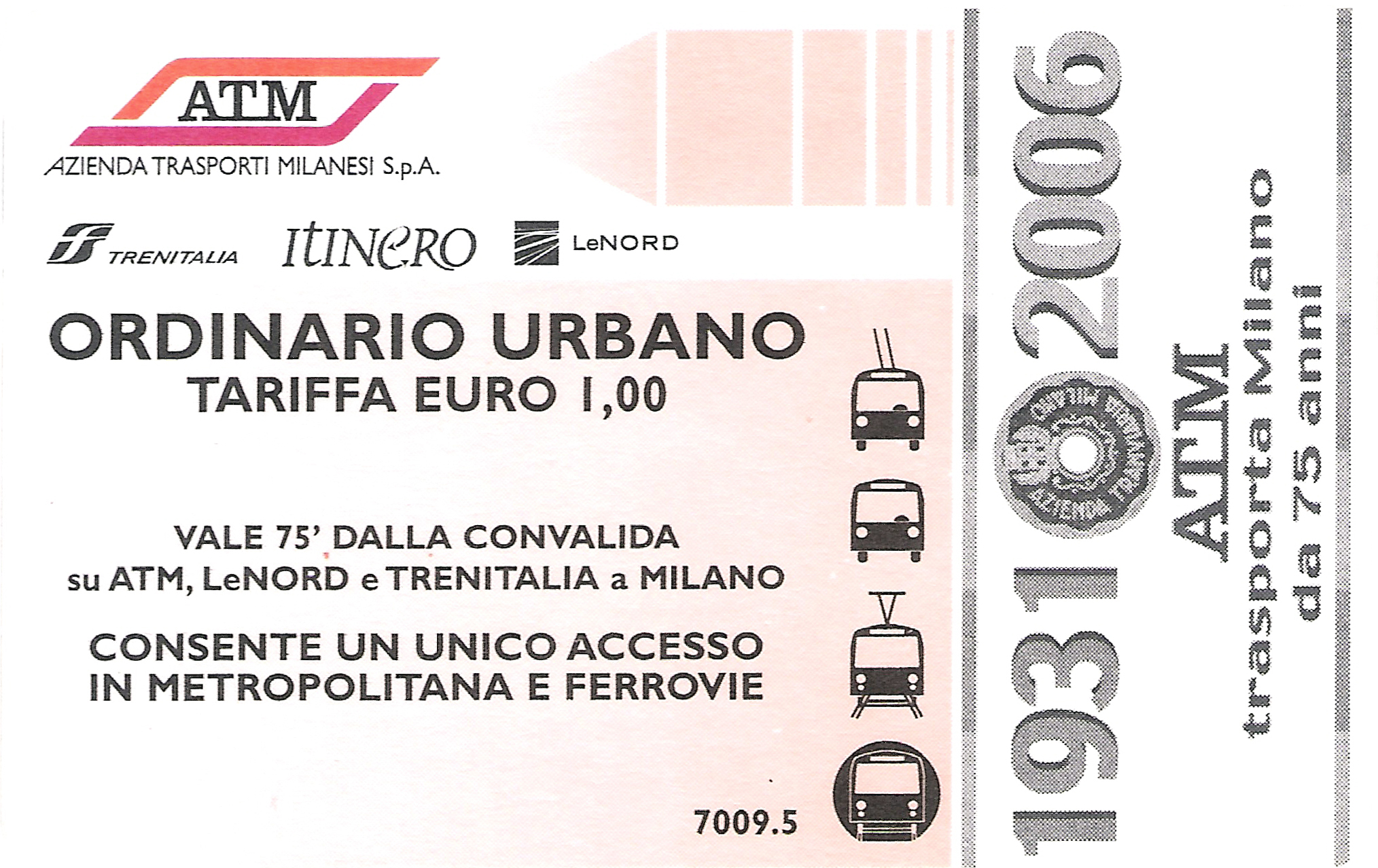
Biglietto magneto-cartaceo

Nel 2005 si amplia il servizio Radiobus, la linea 1 della metropolitana arriva al nuovo polo fieristico di Rho-Pero e viene messo in servizio il primo filobus articolato Irisbus Cristalis.
Nel 2006 viene costituito il Gruppo ATM.
Nel 2008 viene inaugurata una nuova metrotranvia, la linea 31 p.le Lagosta - Cinisello Balsamo (via Monte Ortigara), vengono messi in servizio i nuovi Ecobus e viene avviato il servizio BikeMi.
Il 17 gennaio 2009 viene modificata la rete di superficie nelle zone tra Niguarda e Bicocca e nei comuni di Cinisello Balsamo, Cormano, Cusano Milanino e Sesto San Giovanni, con varie modifiche e istituzione di nuove linee. Nel corso dell'anno viene avviato il restauro della stazione Garibaldi FS della M2 e viene introdotto un nuovo modello di convoglio della metropolitana, il Meneghino, del quale entreranno in servizio in totale 46 esemplari, distribuiti sulle linee M1, M2 e M3.

Suddivisione in zone del territorio milanese dall'adozione dello STIBM. Il biglietto minimo acquistabile per Milano copre le zone Mi1-Mi3

Nel 2011, in collaborazione con il comune di Milano, ATM ha sviluppato la rete Wi-Fi gratuita di Milano, chiamata WiMi. A febbraio sono state inaugurate due nuove stazioni sulla M2, prolungandola verso sud: Assago Milanofiori Nord e Assago Milanofiori Forum. Il mese successivo, sulla M3, è stato inaugurato il prolungamento da Maciachini a Comasina, comprendente anche le stazioni di Dergano, Affori Centro e Affori FN.

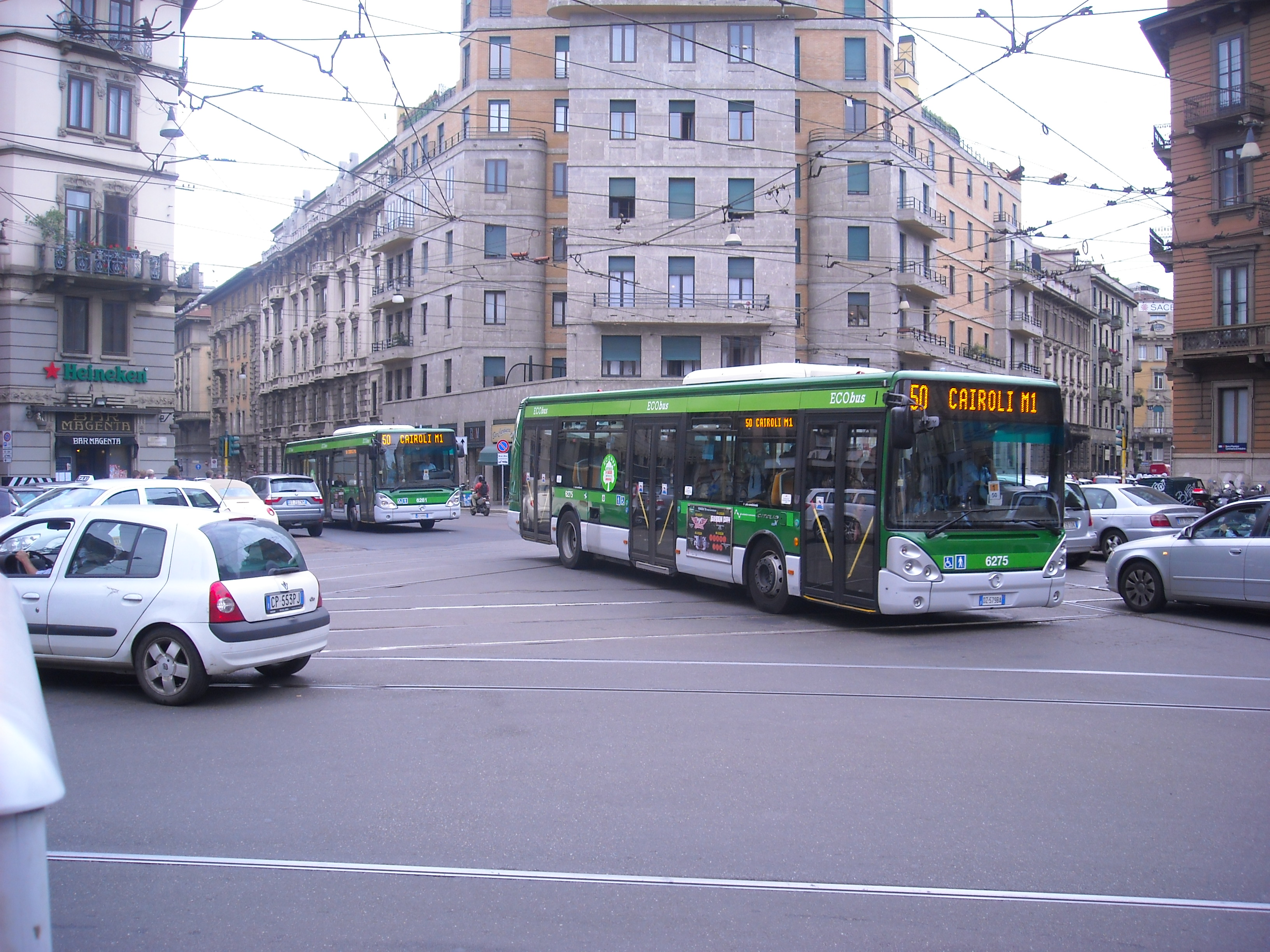
Due Irisbus Citelis, in servizio sulla linea 50

Il 10 febbraio 2013 venne inaugurata la nuova linea lilla della metropolitana, i cui lavori sono stati completati nel 2015. Nel 2014 entra in servizio un altro nuovo modello di treno per la metropolitana, il Leonardo, realizzato in 72 esemplari in circolazione sulle sole linee M1 e M2.
ATM partecipò al progetto CHIC (Clean Hydrogen in European Cities) che, a partire dal 2013, ha visto la messa in servizio di tre mezzi alimentati a idrogeno.
Dal 15 luglio 2019 ATM ha aderito al nuovo sistema tariffario denominato STIBM (Sistema Tariffario Integrato del Bacino di Mobilità) previsto dalla Legge Regionale di riforma del trasporto pubblico lombardo n. 6 del 2012, sostituendo il SITAM (Sistema Integrato Tariffario dell’Area Milanese) che era stato introdotto nel 1989. Con l’introduzione del nuovo sistema, il costo del biglietto ordinario della durata di 90 minuti è stato aumentato da 1,50 a 2,00 euro ma la validità è stata estesa anche ai 21 comuni confinanti con il comune di Milano e inoltre è stato reso possibile utilizzarlo più volte anche in metropolitana fino alla sua scadenza.
Il 26 novembre 2022 viene inaugurata la prima tratta della linea M4, i cui lavori sono progettati per essere completati nel 2024.
Per la prima volta dall'introduzione dei titoli di viaggio STIBM, il 9 gennaio 2023 la tariffa del titolo di viaggio minimo acquistabile per Milano (Mi1-Mi3) è stata rincarata di venti centesimi, passando da 2,00 euro a 2,20 euro.
Il 4 luglio 2023 vengono inaugurate le stazioni di Tricolore e San Babila della M4, collegando così l'aeroporto di Milano-Linate al centro città e alla linea M1.
Il 12 Ottobre 2024 viene inaugurata l'intera linea M4 fino alla stazione di San Cristoforo, collegando così i quartieri Ovest a quelli Est della città in meno di 30 minuti tramite 21 fermate.

## Le reti gestite

### Linee automobilistiche
ATM gestisce la rete di autobus urbana e interurbana del comune di Milano e conta 123 linee automobilistiche:
Linee urbane:
- Linea 34 Via Toffetti - Quartiere Fatima
- Linea 35 Molino Dorino M1 - Comasina M3
- Linea 38 Via Corelli - Susa M4
- Linea 39 Loreto M1 M2 - Via Pitteri
- Linea 40 Bonola M1 - Niguarda (Parco Nord)
- Linea 41 Quartiere Bovisasca - Niguarda
- Linea 42 Quartiere Bicocca - Centrale FS M2 M3
- Linea 43 Piazza Greco - Piazza Firenze
- Linea 44 Cascina Gobba M2 - Quartiere Turro
- Linea 45 Lambrate FS M2 - San Donato M3
- Linea 46 Famagosta M2 - Quartiere Cantalupa
- Linea 47 Bisceglie M1 - Romolo M2
- Linea 48 Istituto Palazzolo - Lotto M1 M5
- Linea 49 San Cristoforo FS M4 - Ospedale San Carlo - Lotto M1 M5
- Linea 50 Lorenteggio - Cairoli M1
- Linea 51 Cimiano M2 - Sesto Marelli M1 - Ospedale Niguarda - Zara M3 M5
- Linea 52 Bruzzano FN - Greco FS / Bicocca Università
- Linea 53 Sesto Marelli M1 - Quartiere Adriano - Lambrate FS M2
- Linea 54 Dateo M4 - Lambrate FS M2
- Linea 54/ Dateo M4 - Lambrate FS M2 - Cascina Gobba M2
- Linea 55 Cimitero di Lambrate - Quartiere Feltre - Loreto M1 M2
- Linea 55/ Segrate (Lavanderie) - Cimitero di Lambrate - Quartiere Feltre - Loreto M1 M2 (solo dal lunedì al sabato)
- Linea 56 Quartiere Adriano - Loreto M1 M2
- Linea 56/ Loreto M1 M2 - Crescenzago M2
- Linea 57 Quarto Oggiaro - Cairoli M1
- Linea 58 Baggio (Via Noale) - Bisceglie M1 - Piazzale Aquileia
- Linea 59 Famagosta M2 - Porta Lodovica
- Linea 60 Zara M3 M5 - Duomo M1 M3
- Linea 61 Largo Murani - Duomo M1 M3
- Linea 62 Piazza Sire Raul - Porta Romana M3
- Linea 63 Muggiano - Quartiere degli Olmi - De Angeli M1
- Linea 64 Bonola M1 - Lorenteggio
- Linea 65 Abbiategrasso M2 - Porta Romana M3
- Linea 67 Baggio (Via Scanini) - Bande Nere M1 - Piazzale Baracca
- Linea 67/ Baggio (Via Scanini) - Bisceglie M1 (solo ore di punta dal lunedì al venerdì)
- Linea 68 Bonola M1 - Via Solari
- Linea 69 Molino Dorino M1 - Gallaratese/San Leonardo M1 - Piazza Firenze
- Linea 70 Cimitero di Bruzzano - Monumentale M5
- Linea 71 Romolo M2 - Famagosta M2 - Porta Lodovica
- Linea 74 Famagosta M2 - Piazzale Cantore
- Linea 76 Bisceglie M1 - Quinto Romano
- Linea 77 Poasco (San Donato Milanese) - Cimitero di Chiaravalle - Corvetto M3 - San Donato M3
- Linea 78 Via Govone - Lotto M1 M5 - Bisceglie M1
- Linea 79 Gratosoglio - Porta Lodovica
- Linea 80 Molino Dorino M1 - Quinto Romano - De Angeli M1
- Linea 81 Sesto Marelli M1 - Lambrate FS M2
- Linea 82 Quartiere Bovisasca - Zara M3 M5
- Linea 84 Largo Augusto - Corvetto M3
- Linea 85 Largo Augusto - Piazza Napoli
- Linea 86 Ca' Granda M5 - Crescenzago M2
- Linea 87 Centrale FS M2 M3 - Villa San Giovanni M1
- Linea 87/ Centrale FS - Bicocca Università (solo ore di punta dal lunedì al venerdì)
- Linea 88 Rogoredo FS M3 - Viale Ungheria - Peschiera Borromeo
- Linea 88/ Rogoredo FS M3 - Viale Ungheria - Viale dell’Aviazione
- Linea 94 Porta Volta - Sforza Policlinico M4 (Ospedale) - Cadorna FN M1 M2
- Linea 95 Rogoredo FS M3 - Famagosta M2 - San Cristoforo FS M4
- Linea 98 Lotto M1 M5 - Famagosta M2
- Linea 99 Noverasco (Opera) - Vigentino
- Linea 171 Linea interna Cimitero Maggiore
- Linea 172 Cimitero di Bruzzano - Bicocca M5
- Linea 174 Quartiere Turro - Cimitero di Greco - Loreto M1 M2
- Linea 175 Cimitero di Lambrate - Ponte Lambro
- Linea 176 Linea interna Cimitero di Bruzzano
- Linea 180 Lampugnano M1 - San Siro Stadio M5
- Linea 183 Linate Aeroporto M4 - Idroscalo (solo estiva)

Linee interurbane:
- Linea 66 Via Cadore - Peschiera Borromeo (Bettola)
- Linea 83 Comasina M3 - Cormano - Bresso - Niguarda (Parco Nord) - Ospedale Niguarda
- Linea 83/ Comasina M3 - Cormano - Bresso - Niguarda (Parco Nord) (solo ore di punta mattina e sera)
- Linea 89 Affori FN M3 - Novate Milanese (Via Stelvio) (solo dal lunedì al sabato)
- Linea 121 San Donato M3 - San Giuliano Milanese FS
- Linea 130 San Donato M3 - San Donato Milanese (Ospedale) - San Giuliano Milanese (Zivido) (solo dal lunedì al sabato)
- Linea 132 San Donato M3 - San Donato Milanese (Ospedale) - San Donato (Via di Vittorio) (solo dal lunedì al sabato)
- Linea 140 Rogoredo FS M3 - Poasco - Sesto Ulteriano - San Donato Milanese (Via Martiri di Cefalonia) (solo dal lunedì al sabato)
- Linea 165 Comasina M3 - Limbiate (Ospedale)
- Linea 166 Zara M3 M5 - Niguarda (Parco Nord) - Desio (Ospedale)
- Linea 201 Rozzano (Via Alberelle) - Rozzano (Via Milano)
- Linea 220 Rozzano (Via della Libertà) - Locate Triulzi (Via Piave)
- Linea 222 Vigentino - Pieve Emanuele FS
- Linea 230 Abbiategrasso M2 - Basiglio
- Linea 321 Bisceglie M1 - Buccinasco - Assago Forum M2
- Linea 322 Bisceglie M1 - Cesano Boscone (Quartiere Tessera)
- Linea 323 Bisceglie M1 - Cesano Boscone FS
- Linea 324 Romolo M2 - Corsico (Piazza Europa)
- Linea 325 Romolo M2 - Buccinasco (Via Lario)
- Linea 326 San Cristoforo FS M4 - Corsico (Via Curiel)
- Linea 327 Bisceglie M1 - Trezzano sul Naviglio (Zingone) - Cusago (Via Baggio)
- Linea 328 Pieve Emanuele FS - Assago Forum M2
- Linea 351 Piazzale Negrelli - Buccinasco (Via Emilia)
- Linea 352 Buccinasco (Via Romagna) - Assago Forum M2
- Linea 353 Assago Nord M2 - Assago (Via del Sole)
- Linea 423 San Siro Stadio M5 - Settimo Milanese (Via della Libertà) (solo dal lunedì al sabato)
- Linea 424 Molino Dorino M1 - Bareggio (Via Gallina) (solo dal lunedì al sabato)
- Linea 431 Bareggio - Rho (Passirana)
- Linea 433 Bisceglie M1 - Rho (Passirana)
- Linea 528 Cimitero Maggiore - Rho (Via Capuana)
- Linea 542 Rho Fiera FS M1 - Rho (Passirana)
- Linea 560 Qt8 M1 - Arese (Via Valera)
- Linea 561 Rho Fiera FS M1 - Arese (Via Vismara)
- Linea 566 Roserio (Ospedale Sacco) - Paderno Dugnano FN
- Linea 700 Sesto I Maggio FS M1 - Sesto San Giovanni (Nuovo Cimitero)
- Linea 701 Sesto Rondò M1 - Cologno Sud M2
- Linea 702 Cologno Nord M2 - Sesto I Maggio FS M1 - Cinisello Balsamo (Sant'Eusebio)
- Linea 705 Cormano (Via Buonarroti) - Comasina M3 (solo dal lunedì al sabato)
- Linea 707 Cologno Nord M2 - Cologno Monzese (Via Giordano)
- Linea 708 Sesto Rondò M1 - Niguarda (Parco Nord)
- Linea 709 Cologno Sud M2 - Cologno Monzese (San Maurizio) (solo dal lunedì al venerdì)
- Linea 712 Cinisello Balsamo (via Musu) - Sesto I Maggio FS M1
- Linea 713 Bignami M5 - Sesto San Giovanni (Viale Rimembranze)
- Linea 727 Sesto I Maggio FS M1 - Cinisello Balsamo (Ospedale) - Cormano Cusano FN
- Linea 728 Cusano Milanino (Viale Unione) - Cinisello Balsamo (Sant'Eusebio) - Bignami M5
- Linea 729 Sesto I Maggio FS M1 - Cusano Milanino (Viale Marconi) - Comasina M3
- Linea 783 Bresso (Via Don Minzoni) - Bicocca M5 (solo dal lunedì al sabato)
- Linea 901 San Donato M3 - Peschiera Borromeo - San Felice - Linate Aeroporto M4 (solo dal lunedì al sabato)
- Linea 902 San Donato M3 - Peschiera Borromeo (solo dal lunedì al sabato)
- Linea 903 San Donato M3 - Peschiera Borromeo - San Felice - Linate Aeroporto M4 (solo domenica e festivi)
- Linea 923 Cascina Gobba M2 - Linate Aeroporto M4 (solo dal lunedì al sabato)
- Linea 923s Segrate (Via Di Vittorio) - Segrate (Istituti Scolastici) (solo ore di punta mattina dal lunedì al venerdì)
- Linea 924 Lambrate FS M2 - Segrate (Piazza Sant'Ambrogio) - Cascina Burrona M2
- Linea 925 Cascina Gobba M2 - Segrate (Milano 2) - Udine M2
- Linea 926 Peschiera Borromeo (San Felicino) - Segrate FS
- Linea 928 Cascina Gobba M2 - Segrate (Redecesio) (solo dal lunedì al venerdì)
- Linea 965 Loreto M1 M2 - Pioltello (Via Milano)
- Linea 973 Piazza Cinque Giornate - Linate Aeroporto M4 - Peschiera Borromeo (San Felicino)

### Linee filoviarie
- Linea 90 circolare destra (Viale Isonzo - Lotto M1 - Viale Isonzo)
- Linea 91 circolare sinistra (Viale Isonzo - Lotto M1 - Viale Isonzo)
- Linea 92 Viale Isonzo - Bovisa FN
- Linea 93 Viale Omero - Lambrate M2

### Linee Tranviarie
- Linea 1 Greco (Via Martiri Oscuri) - Roserio (Ospedale Sacco)
- Linea 2 Piazzale Bausan - Piazzale Negrelli
- Linea 3 Duomo M1 M3 - Gratosoglio
- Linea 4 Cairoli M1 - Niguarda (Parco Nord)
- Linea 5 Ortica - Ospedale Niguarda
- Linea 7 Piazzale Lagosta - Precotto M1
- Linea 9 Centrale FS M2 M3 - Porta Genova FS M2
- Linea 10 Viale Lunigiana - Piazza XXIV Maggio
- Linea 12 Roserio (Ospedale Sacco) - Viale Molise
- Linea 14 Cimitero Maggiore - Lorenteggio
- Linea 15 Duomo M1 M3 - Rozzano (via Guido Rossa)
- Linea 16 San Siro Stadio M5 - Via Monte Velino
- Linea 19 Lambrate FS M2 - Piazza Castelli
- Linea 24 Piazza Fontana (Duomo M1 M3) - Vigentino
- Linea 27 Piazza Fontana (Duomo M1 M3) - Viale Ungheria
- Linea 31 Bicocca M5 - Cinisello Balsamo (Via I Maggio)
- Linea 33 Piazzale Lagosta - Rimembranze di Lambrate

### Linee Metropolitane
- Linea M1 Sesto 1º Maggio FS - Rho Fieramilano / Bisceglie
- Linea M2 Gessate / Cologno Nord - Piazza Abbiategrasso / Assago Milanofiori Forum
- Linea M3 Comasina - San Donato
- Linea M4 Linate Aeroporto - San Cristoforo
- Linea M5 Bignami - San Siro Stadio

### Linea S5
ATM gestisce in ATI con Trenord la linea S5 del servizio ferroviario suburbano di Milano.

### Funicolare Como-Brunate
ATM gestisce dal 2005 la funicolare che collega dal 1894 i comuni di Como e Brunate.

### BikeMi

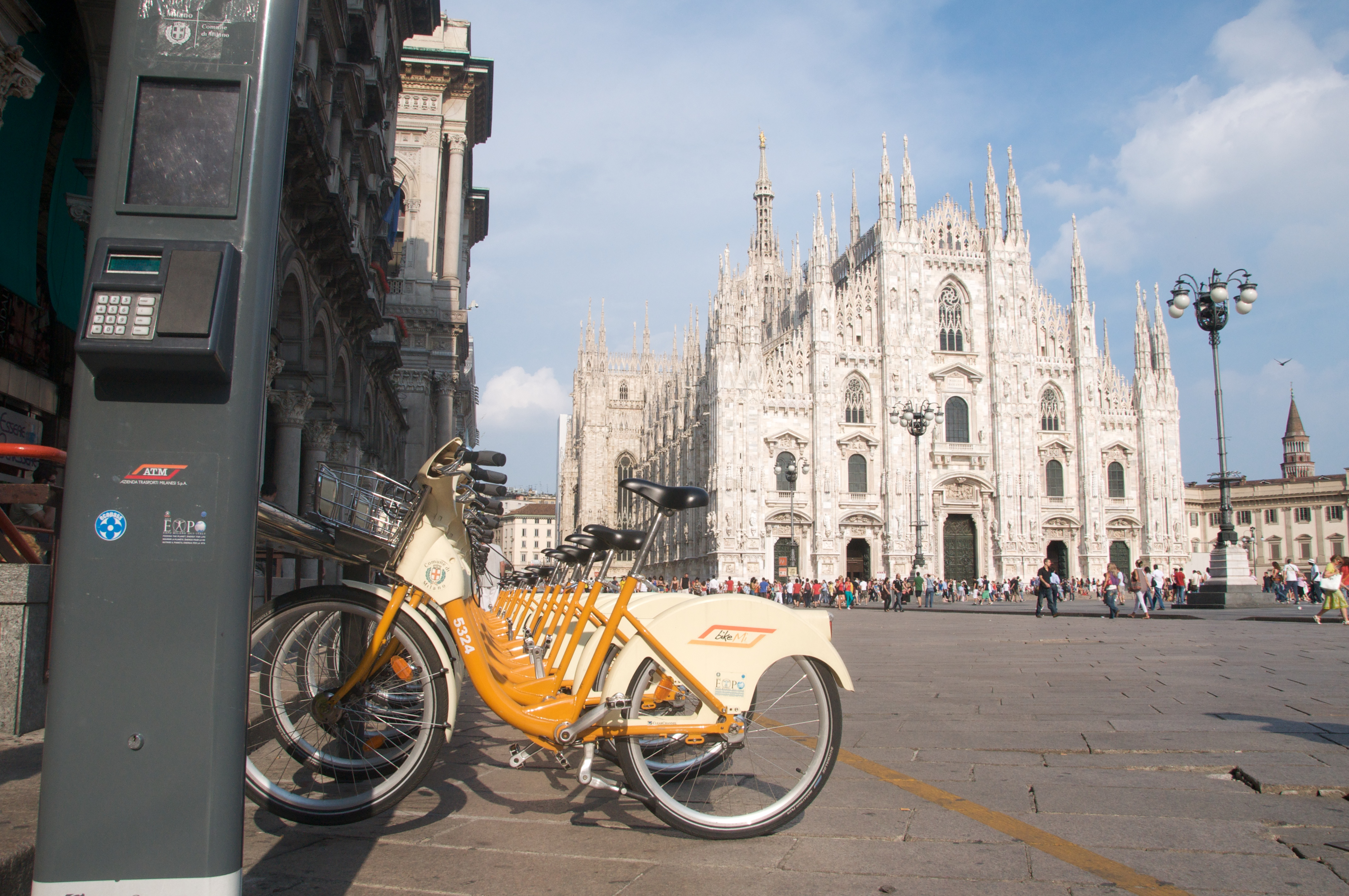
Bici BikeMi in piazza del Duomo a Milano

Per conto del comune di Milano, ATM offre un servizio di biciclette pubbliche quale sistema integrativo rispetto alla rete di trasporto pubblico22. Tale servizio, al febbraio 2024, dispone di 5430 biciclette (4.280 biciclette in livrea "Giallo Milano" a pedalata muscolare, 1.000 e-bike rosse e 150 bici a pedalata assistita con seggiolino per bambini) disponibili in 325 stazioni distribuite nei punti nevralgici del territorio comunale; le biciclette possono essere prelevate e restituite anche in postazioni differenti.
Il progetto è stato avviato nel novembre 2008, quando ATM ha presentato il "servizio BikeMi", la condivisione di bici pubbliche nella città di Milano, consentendo agli utilizzatori di prelevare bici in stazioni dislocate all'interno dell'area della circonvallazione filoviaria, fornendo inizialmente 800 biciclette monoscocca, dotate di cambio e cestino. In seguito al gradimento da parte dei cittadini, il servizio è stato potenziato con l'intenzione congiunta del Comune di Milano e di IGP S.p.A. di incrementare il numero di stazioni e di biciclette in circolazione.
Dal 30 aprile 2016 è il primo sistema integrato al mondo con biciclette comuni, elettriche e per bambini.

### GuidaMi
ATM gestiva, fino a dicembre 2015, anche il servizio di car sharing chiamato GuidaMi.

### Zona a traffico limitato
ATM gestisce per conto del comune di Milano le zone ZTL: l’Area C e l’Area B.

### Metropolitana di Copenaghen
La gestione della metropolitana di Copenaghen è affidata a Metro Service A/S controllata al 100% da Inmetro - International Metro Service S.r.l., che nel 2006 ha vinto l'appalto fino al 19 ottobre 2010 per l'esercizio e la manutenzione della linea a un costo di 122 milioni di euro. Inmetro è una società italiana composta al 51% da ATM S.p.A. e al 49% da Ansaldo STS.
A seguito di una gara d'appalto internazionale, il 3 febbraio 2010 la concessione per la gestione della metropolitana è stata nuovamente assegnata alla società Metro Service A/S per 180 milioni di euro, con un contratto per i successivi 5 anni, con l'opzione per ulteriori 3, poi rinnovato dal 2018.

### Metropolitana di Salonicco
Nel giugno 2023 ATM ha vinto una gara da 250 milioni per la gestione delle linee per 11 anni. La metropolitana, inaugurata ed entrata in servizio il 30 novembre 2024, è gestita da ATM insieme alla francese Egis attraverso la controllata Thema (51% ATM e 49% Egis).

## Dati societari

Anni settanta: vettura linea 1 nei pressi della Fiera Campionaria. Si possono notare la cassetta esterna per la raccolta della posta celere e il cartello arancione di avviso di transito

### Bilancio 2018
Nel 2018, il patrimonio netto di ATM conta 1.204,9 milioni di euro, il numero di passeggeri trasportati è aumentato del +5% passando da 750 milioni nel 2017, a 789 milioni di nell’arco di un anno. In particolare si è registrato un +6% rispetto all’anno precedente sui passeggeri che hanno viaggiato in metropolitana.
Il numero di sanzioni e controlli è aumentato rispettivamente del +56% e +33% rispetto al 2017.
Nello stesso anno, gli investimenti sono stati di 173 milioni di euro (32 milioni in più del 2017) tra cui:
- 152,3 milioni per rinnovo del parco mezzi
- 10,1 milioni per ammodernamento e potenziamento di impianti e infrastrutture
- 8,1 milioni per nuove tecnologie di pagamento e mobilità
- 2,6 milioni per manutenzione straordinaria degli stabili

### Società partecipate
ATM ha partecipazioni in altre società che vanno a comporre il Gruppo ATM:
- CityLink S.r.l. (100%), società che si occupa di smart mobility;
- Como Fun&Bus S.c.a.r.l. (20%), società partecipata con ASF Autolinee e incaricata della gestione delle autolinee di Como e della funicolare Como-Brunate;
- Consorzio Full Green (33,33%), consorzio per la realizzazione di progetti di mobilità sostenibile;
- Consorzio SBE (45%),[30] consorzio per la gestione del sistema di bigliettazione elettronica;
- GeSAM S.r.l. (100%), società incaricata della gestione assicurativa degli incidenti stradali;
- International Metro Service S.r.l. (51%), società partecipata insieme a Hitachi Rail STS (49%) e controllante di Metro Service A/S (100%), gestore della metropolitana di Copenaghen;
- Metro 5 S.p.A. (20%), società incaricata della realizzazione della linea M5 della metropolitana milanese;
- Metrofil S.c.a.r.l. (25,44%), società incaricata della realizzazione dei corridoi della mobilità EUR-Tor de' Cenci ed EUR-Tor Pagnotta per la rete filoviaria di Roma;
- Movibus S.c.a.r.l. (26,18%), società di gestione del trasporto pubblico extraurbano;
- Nord Est Trasporti S.r.l. (100%), società incaricata della gestione del trasporto pubblico locale di tipo extraurbano;
- Rail Diagnostics S.p.A. (97,27%), società responsabile della manutenzione di rete e infrastrutture;
- M4 S.p.A. (33,33%), società incaricata della realizzazione della linea M4 della metropolitana milanese.

## Il parco mezzi

### Tram
Il parco tram di ATM per la città di Milano è particolarmente variegato in termini di età dei mezzi. Tra i veicoli più utilizzati si annoverano le celebri carrelli o "ventotto" (serie 1500), tram costruiti tra il 1929 e il 1930, che da quasi un secolo caratterizzano le linee tranviarie milanesi. ATM dispone inoltre di vetture costruite negli anni '50 e '60 (serie 4700) e '70 (serie 4900), di cui molte totalmente revampizzate. Oltre alle vetture più storiche, sono stati introdotti nel corso degli anni 2000 i tram modello Eurotram e Sirio (7100, 7500 e 7600).

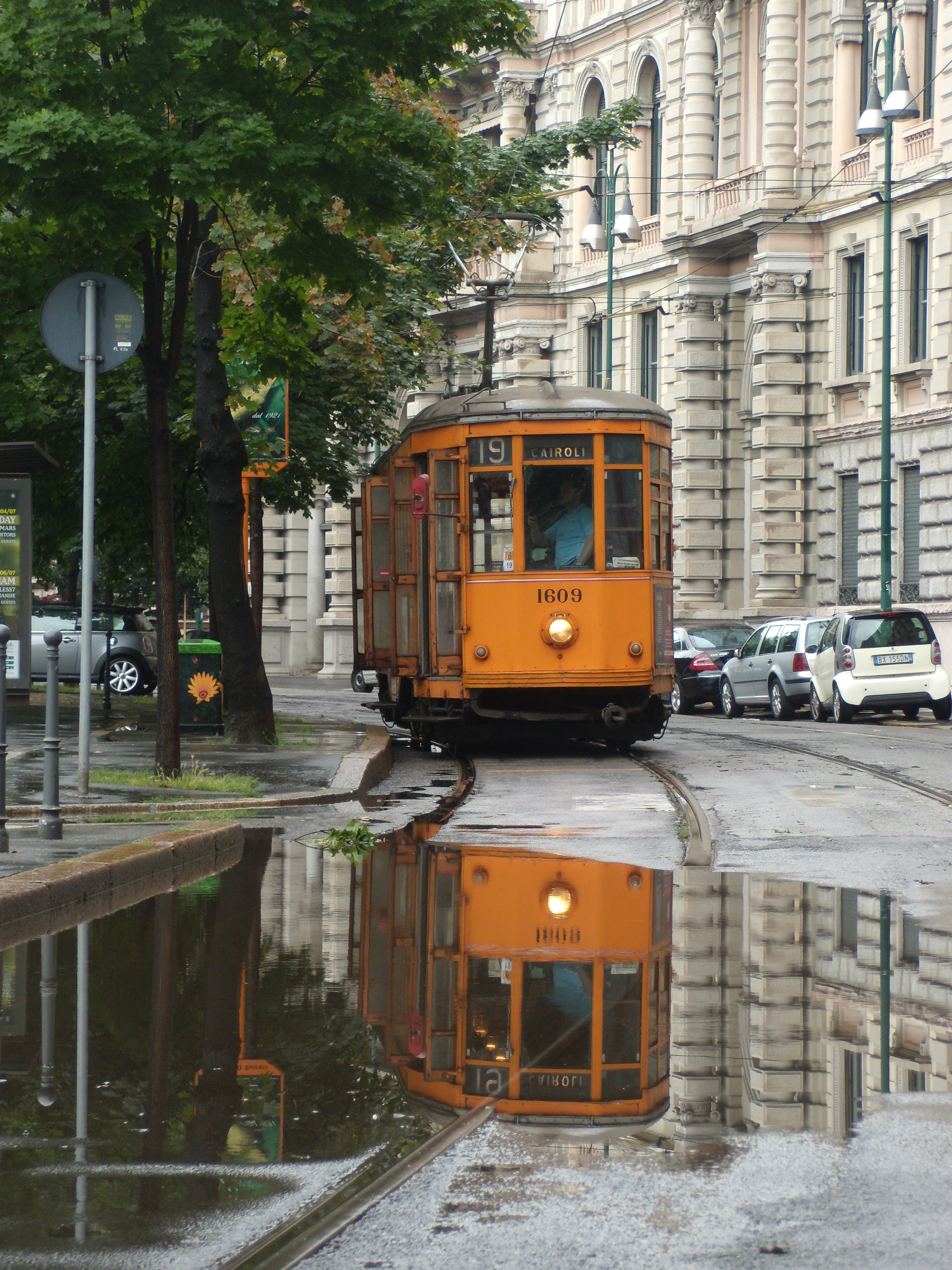
Il Ventotto 1609 in piazza Castello

Parte di una consegna di 80 mezzi, nel dicembre 2022 è inoltre arrivato a Milano il primo tram Stadler Tramlink. Progressivamente, il modello Tramlink andrà a sostituire i veicoli più datati, un processo che però non coinvolgerà le 125 vetture Carrelli.

### Autobus

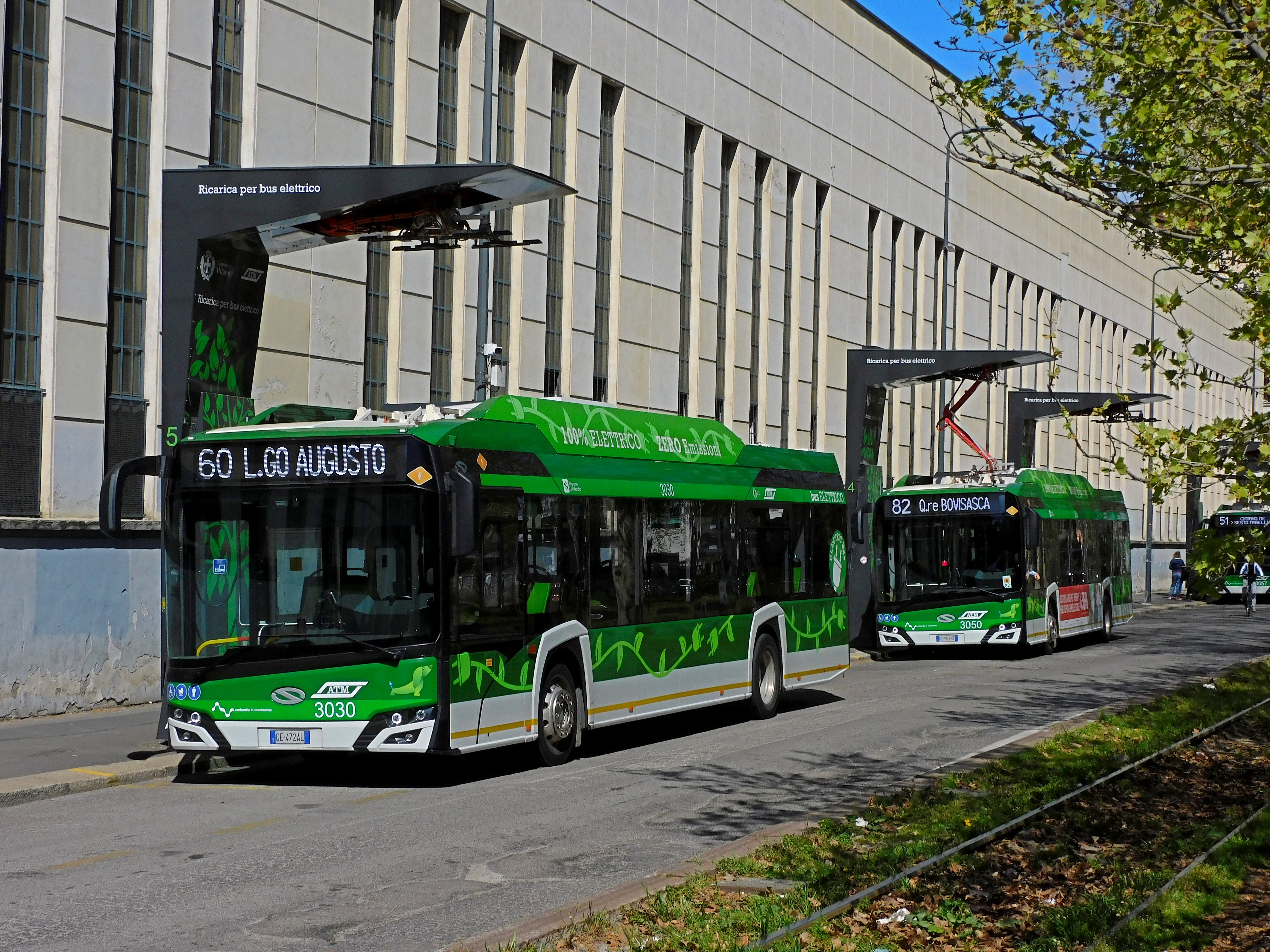
Bus Solaris Urbino elettrico da 12 metri in ricarica presso le postazioni di ricarica di viale Zara

Il parco autobus di ATM Milano è composto da circa 1.350 autobus ed ha una vetustà media di 9 anni. Nel corso del 2008 il parco autobus meneghino è stato aggiornato con la messa in esercizio di 50 ecobus a gasolio, a basse emissioni, denominati EEV (Enhanced Environmentally-friendly Vehicles). Ulteriori due lotti, rispettivamente di 120 e 20 bus ecologici a gasolio sono giunti nel 2010 e nel 2011. Sempre nel corso del 2011 sono giunti a Milano un centinaio di autobus snodati a gasolio euro 5, che hanno concluso una prima fase di rinnovo del parco mezzi circolante.
Una seconda fase di rinnovo è partita alla fine del 2013, con l'annuncio del direttore di ATM, Rota, dell'acquisto di 125 nuovi autobus a gasolio euro 6, con consegna prevista entro la data di apertura del Expo 2015. Il primo degli 85 bus da 12 metri ordinati è arrivato nel deposito Novara a fine agosto 2014. Si tratta di Solaris Urbino, prodotti in Polonia da una delle maggiori aziende del settore.
Nel 2010 sono entrati in funzione quattro autobus ibridi con motore elettrico/diesel. I nuovi mezzi sono suddivisi in: un MAN Lion's City Hybrid da 12 metri in servizio sulla linea 50, un Van Hool A330 Hybrid da 12 metri in servizio sulla linea 58, e due Mercedes Citaro da 18 metri usati sulle linee 121 e 130.
Nel 2013 la città di Milano ha aderito al progetto CHIC (Clean Hydrogen In-European Cities), che ha portato nel capoluogo meneghino tre prototipi di autobus a idrogeno Mercedes-Benz Citaro Fuel Cell. Nello stesso anno sono giunti nel deposito di San Donato due autobus BYD da 12 metri completamente elettrici, di fabbricazione cinese.
Nel 2017, ATM annunciò che dal 2020 sarebbero stati acquistati esclusivamente mezzi elettrici con l'obiettivo di raggiungere nel 2030 il 100% di autobus elettrici per l'intera flotta (1.200 mezzi). Nel 2017 il parco mezzi era composto dal 97% di mezzi alimentati a gasolio mentre si prevede che nel 2026 questo sia da composto al 50% da mezzi elettrici e 50% ibridi. Infine, nel 2030, l'intero parco mezzi di ATM sarà elettrico.
Al maggio 2024, ATM poteva già contare su 250 autobus con trazione 100% elettrica, principalmente Solaris Urbino. Per affrontare il rinnovo della flotta di autobus con un'ottica elettrica, ATM ha già installato 14 charger hi-tech presso alcuni capolinea. Inoltre, ATM ha convertito una parte degli spazi di ricovero degli autobus nei depositi di San Donato e Sarca con colonnine di ricarica, mentre i lavori per la possibilità di ospitare tali mezzi sono in corso presso i depositi di Giambellino e Palmanova.

### Filobus

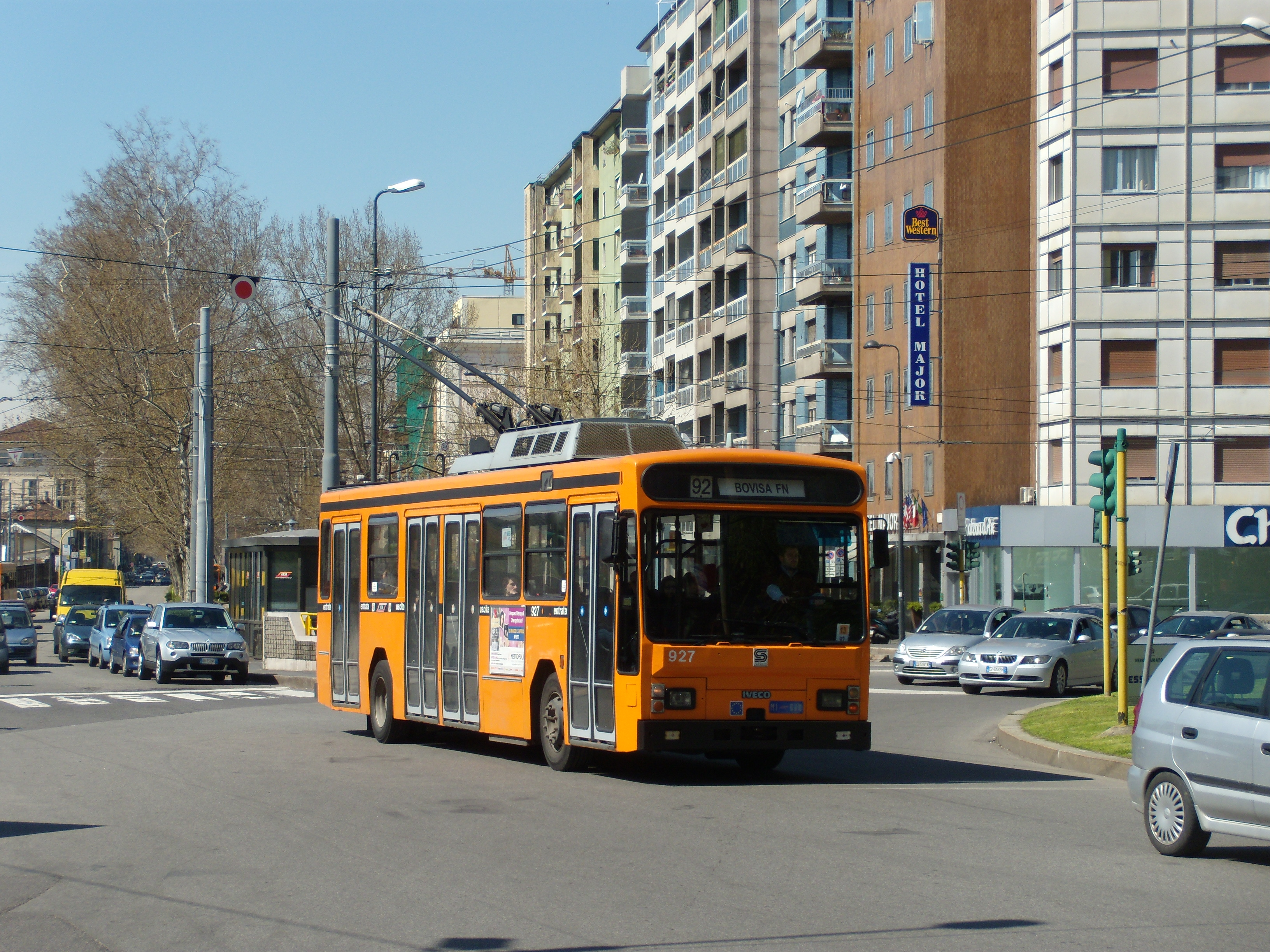
La 927 in servizio sulla 92 in piazzale Lodi

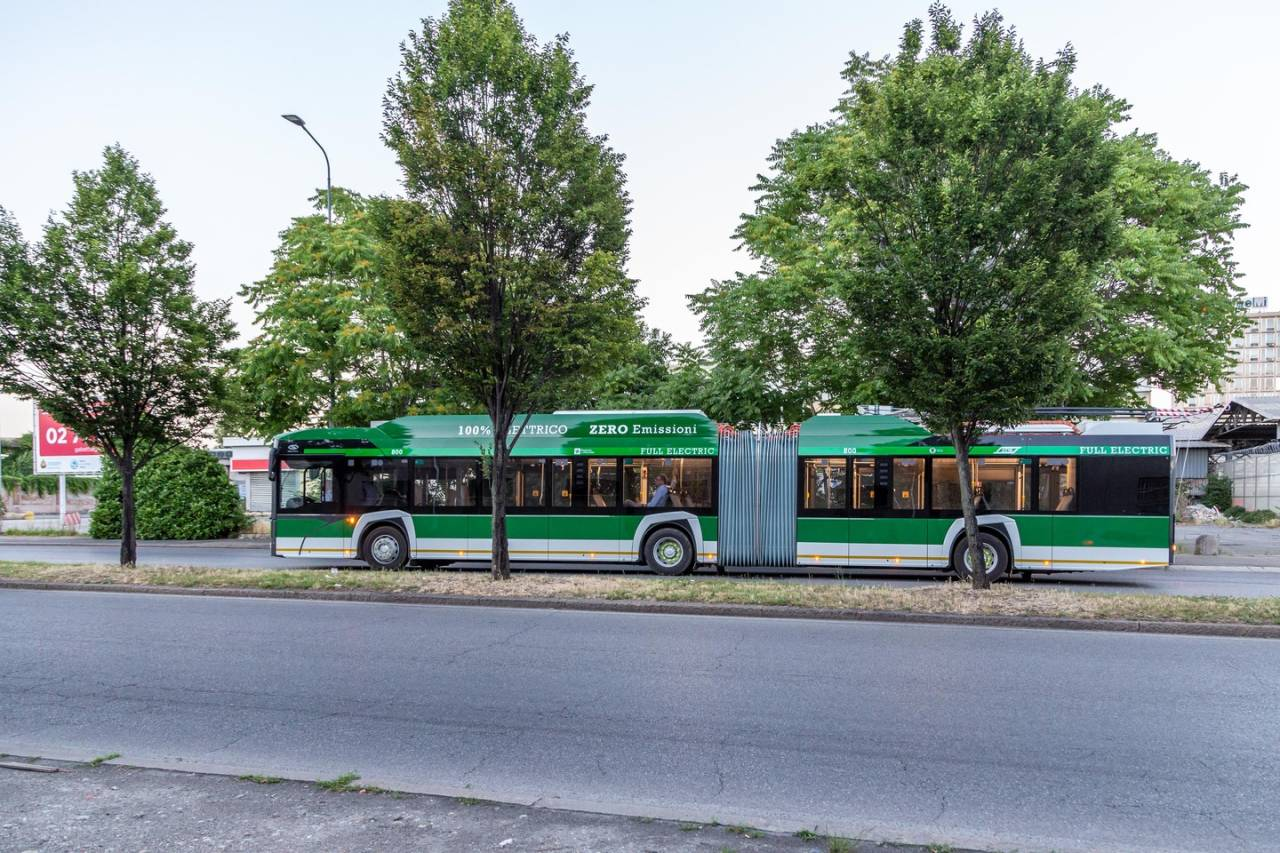
Solaris Trollino da 18 metri, utilizzato su tutte le linee filoviarie di MIlano

Il parco vetture filoviarie ATM si compone di circa 200 veicoli da 12 e 18 metri, impiegati sulle linee 90/91, 92 e 93 e rimessate nei depositi di viale Molise e via Novara.
A giugno 2019 sono arrivati i primi 30 nuovi filobus degli 80 totali da 18 metri annunciati a luglio 2018. I nuovi Solaris Trollino sono dotati di prese USB, impianto di climatizzazione, illuminazione a LED, accesso per disabili e persone con carrozzine con posti prioritari, impianto di videosorveglianza e cabine anti-aggressione per i conducenti. Il 4 maggio 2020 entrano gradualmente in servizio sulle linee circolari e in seguito anche sulle linee 92 e 93

### Metropolitana
La metropolitana di Milano, asse portante della locale rete di trasporti pubblici, si compone di cinque linee in uso per un'estensione complessiva di 112 km circa e un totale di 135 fermate in utilizzo. La rete è gestita dall'Azienda Trasporti Milanesi (ATM).
| Linea | Percorso                                                                     | Inaugurazione     | Ultima estensione | Lunghezza | Stazioni                   |
| ----- | ---------------------------------------------------------------------------- | ----------------- | ----------------- | --------- | -------------------------- |
|       | Sesto 1º Maggio FS – Rho Fieramilano / Bisceglie                             | 1º novembre 1964  | 14 settembre 2005 | 27,0 km   | 40 (2 sono in costruzione) |
|       | Piazza Abbiategrasso / Assago Forum – Cascina Gobba / Cologno Nord / Gessate | 27 settembre 1969 | 20 febbraio 2011  | 40,4 km   | 35                         |
|       | San Donato – Comasina                                                        | 3 maggio 1990     | 26 marzo 2011     | 16,6 km   | 21                         |
|       | San Cristoforo - Linate Aeroporto                                            | 26 novembre 2022  | 12 ottobre 2024   | 15,2 km   | 21                         |
|       | Bignami – San Siro Stadio                                                    | 10 febbraio 2013  | 29 aprile 2015    | 12,9 km   | 19                         |

Le cinque linee sono chiamate comunemente con i colori che le identificano: "rossa" (M1), "verde" (M2), "gialla" (M3), "blu" (M4), "lilla" (M5). Il colore è utilizzato nelle mappe, nella livrea dei treni e nell'arredo delle stazioni.
Le più moderne tra le linee sono la M4 "blu" e la M5 “lilla”, in quanto gestite da treni "driverless", ovvero senza guidatore. Questa tecnologia, in uso anche nella metropolitana di Torino, Brescia e sulla linea C di Roma, permette ai treni di viaggiare senza conducente gestiti direttamente dalla Sala Operativa. Questi treni, in uso appunto sulla linea M4 e anche sulla linea M5, sono prodotti interamente dalla Hitachi Rail.
A partire dal maggio 2015 sono stati introdotti sulle linee M1 e M2 trenta nuovi treni Leonardo, prodotti anch'essi da AnsaldoBreda, che hanno sostituito 20 vecchi convogli della linea 1 e 10 convogli della linea 2.
La linea M4 è stata aperta nella tratta Linate Aeroporto - Dateo il 26 novembre 2022 e, il 4 luglio 2023, da Dateo a San Babila, permettendo l'interscambio con la linea M1. Collega l'aeroporto di Milano-Linate con la stazione ferroviaria di Milano San Cristoforo, passando da est a ovest, passando per Dateo, dove ha un interscambio con il passante ferroviario; per il centro storico, incrociando la linea M2 a Sant'Ambrogio con l'opzione di prolungare verso il comune di Buccinasco, nei pressi del deposito in costruzione.

## Comunicazione
ATM ha attivato molti strumenti per tenere informati i propri clienti sul traffico: annunci sonori, display informativi alle fermate, video in metropolitana (con 12 edizioni al giorno del tg ATM) e sui bus, info traffico alla radio (Radio Lombardia e Radio Milano) e pagina dedicata su Metro e DNews, applicazioni mobile (iATM e ATM Mobile). Inoltre da fine gennaio 2013 è attiva anche una pagina ufficiale su Twitter con il nome @atm_informa.

## Sostenibilità
RicaricaMi: dal 7 maggio 2024 è stato introdotto il biglietto ricaricabile che sostituisce quello usa e getta ed è il nuovo supporto pratico e veloce che consente di caricare in un unico ticket fino a 30 viaggi senza costi aggiuntivi. Non è nominativo: può essere utilizzato da persone diverse ma non contemporaneamente. Il materiale utilizzato è sempre di carta, ma leggermente più rigida, questo per ospitare il microchip all’interno. La convalida ordinaria mantiene la validità di 90 minuti. RicaricaMi è distribuito in tutti i punti vendita autorizzati e alle biglietterie automatiche, senza costi aggiuntivi: si paga solo il totale delle corse acquistate, la cui quantità (un massimo di 30 titoli di viaggio) si sceglie al momento dell’acquisto. La tipologia di offerte rimane comunque diversificata: coesistono infatti, i biglietti ordinari, i carnet, i biglietti giornalieri e quelli da tre giorni.